# Pseudacteon dentiger
Pseudacteon dentiger är en tvåvingeart som beskrevs av Borgmeier 1962. Pseudacteon dentiger ingår i släktet Pseudacteon och familjen puckelflugor. Inga underarter finns listade i Catalogue of Life.